# Predella della pala Barbadori
La Predella dalla pala Barbadori è stata dipinta da Filippo Lippi nel 1437-1438 e si trova oggi alla Galleria degli Uffizi.

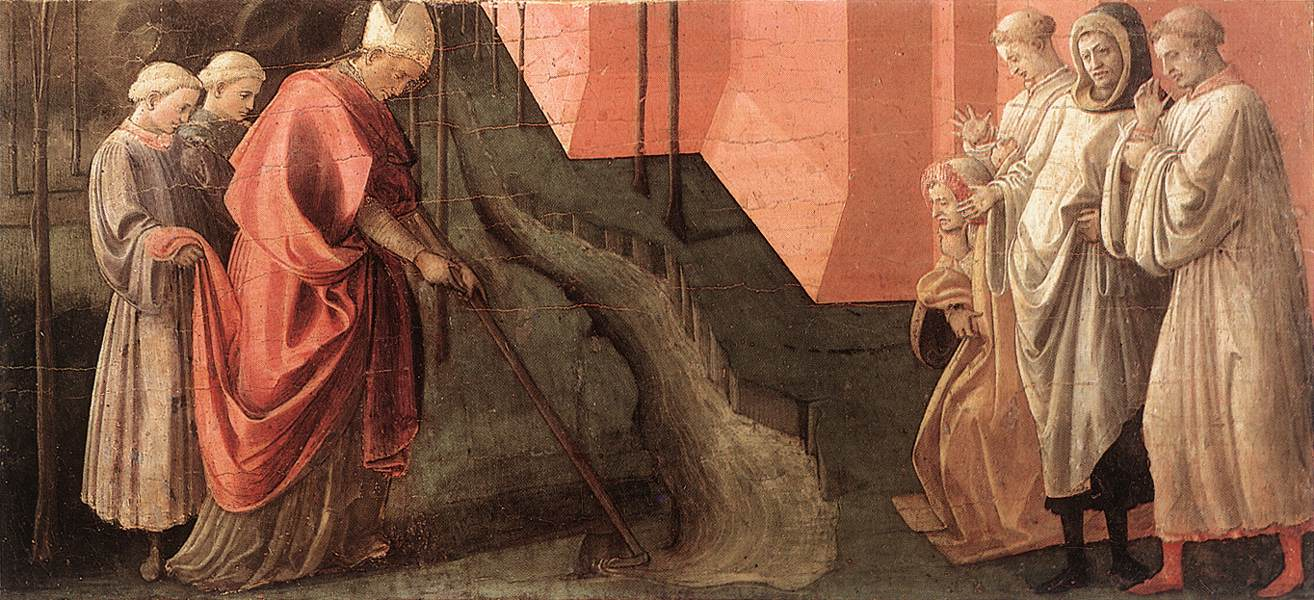
Filippo Lippi, Predella pala Barbadori, Uffizi (parte sinistra)

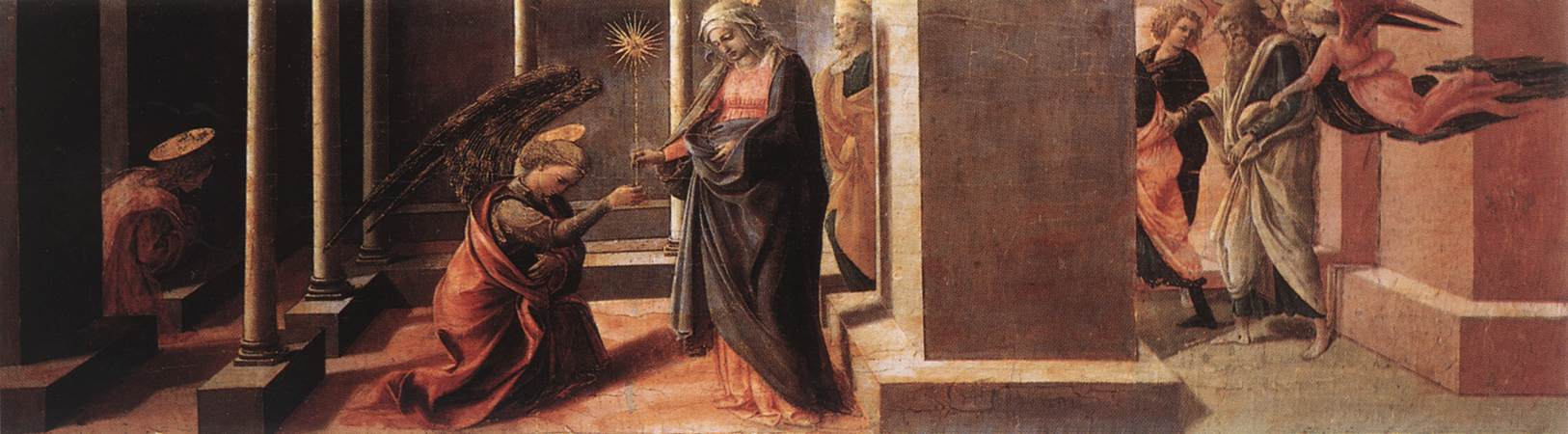
Filippo Lippi, Predella pala Barbadori, Uffizi (parte centrale)

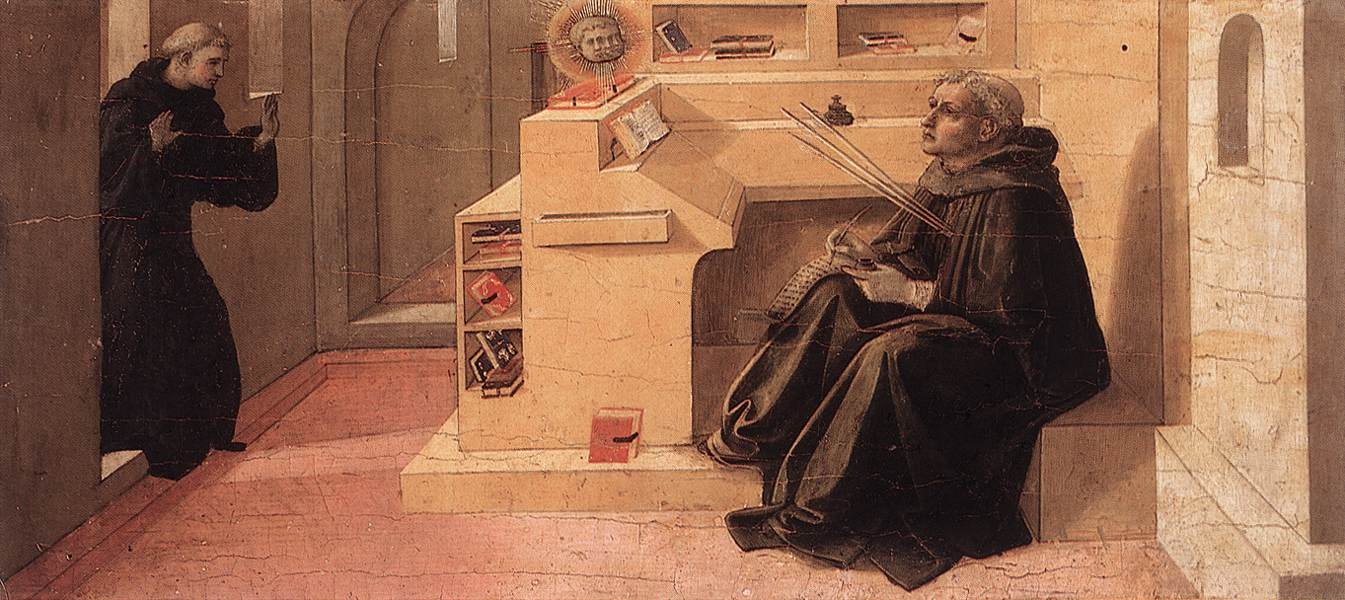
Filippo Lippi, Predella pala Barbadori, Uffizi, (parte destra)

## Storia
La predella della pala Barbadori, insieme alla parte superiore della pala Barbadori, fu portata a Parigi nel 1810 come oggetto delle spoliazioni napoleoniche del Granducato di Toscana ed entrò al Louvre nel 1814; la predella tornò in Italia nel 1819, in conseguenza della caduta di Napoleone I, mentre il dipinto superiore della pala Barbadori rimase a Parigi, dove ancora oggi è esposto, al Louvre.
Questa opera d'arte fu commissionata l'8 marzo 1437 dai capitani di Orsanmichele di parte Guelfa, esecutori delle  volontà testamentarie di Gherardo Barbadori, morto nel 1429, che aveva raccomandato di dedicare un altare a san Frediano, nella basilica di Santo Spirito, a Firenze. In una lettera di Domenico Veneziano indirizzata a Piero de' Medici  in data 1º aprile 1438, si afferma che la pala non ancora finita.
La pala Barbadori nel corso del Cinquecento fu trasferita in sacrestia e all'inizio dell'Ottocento fu messa nella Galleria dell'Accademia.

## Descrizione
La predella si compone di tre pannelli, alti 40 cm e complessivamente lunghi 235 cm. Il pannello centrale è lungo circa il doppio dei due pannelli laterali. I soggetti delle tre scene sono raramente rappresentati:
- San Frediano devia il corso del Serchio (lato sinistro): soggetto che richiama lo sforzo per sfruttare la forza motrice dell'acqua, allo scopo di azionare le macine dei mulini.
- Annuncio della morte della Vergine e arrivo degli Apostoli (centro): soggetto molto raro, perché legato ad una interpretazione teologica, più tardi abbandonata.
- Sant'Agostino ha la visione della Trinità (lato destro): l'apparizione avviene mentre Agostino sta meditando sul mistero della Trinità (entra anche un confratello che non si avvede del miracolo).

Fra Filippo Lippi, nell'ambito della pittura fiorentina del suo tempo, si distingueva per pitture lievi e decorative, adatte ad essere comprese facilmente. Bernard Berenson, nel 1932, notò in alcuni punti, in particolare nel pannello di sinistra, la collaborazione di Francesco Pesellino.